# Titkolt Ellenállás
A Titkolt Ellenállás egy magyar nemzetirock-zenekar.

## Története
A zenekar 1993. november 23-án alakult meg Békésen. Az alapítók Kima Norbert, Mondrucz János, Köpe Szilárd és Prágai Enrico voltak. Első koncertjükre 1994. január 14-én került sor, a Csemői Művelődési Központban. 1994 tavaszán Prágai Enrico helyére Kis János érkezett, majd augusztusban stúdióba vonultak, és novemberben kiadták a Mindent vissza című kazettájukat. Októberben elhagyta a zenekart Kis János és Köpe Szilárd is, novemberben vendégként Balog Ádám zenélt.
1995-ben Balog Ádám helyére Farkas Krisztián érkezett, és február és május között Bányai Ágnes énekelt. Augusztusban újra nekiálltak egy kazetta rögzítésének, a Forró a levegő-nek.
1996 februárjában Mondrucz János, augusztus 31-én Farkas Krisztián távozott, helyükre április 1-jén Prágai Enrico és Raspotnik Ferenc, illetve szeptember 4-én Köpe Szilárd érkezett.
1997. július 23. és augusztus 10. között a csapat feljátszotta A hatalom emberei című anyagot, mely kazettán 10, CD-n 11 számmal jelent meg. Augusztus 11-én Köpe Szilárd helyére Farkas Krisztián állt be, és Perényi Erzsébet is csatlakozott a koncertekre.
1998-ban, a zenekar 5 éves születésnapi koncertjén megtartották első budapesti lemezbemutatójukat. Februárban Prágai Enrico ismét kivált, és visszatért márciusban Mondrucz János. December elején a csapat elkezdte az előkészületeket az első videóklipje elkészítéséhez.
1999-ben megjelent a Kitartás című videóklip, melyet áprilisban betiltottak. Októberben a zenekar feljátszotta a Feltámadás című albumot. Október 28-án csatlakozott Halász Krisztina énekes, illetve november 6-án kilépett Raspotnik Ferenc.
2000 februárjában megjelent a Feltámadás című kazetta, majd nyárig a zenekar szünetelt a hiányzó énekes miatt. Június 7-én belépett Cseresznye György, július és augusztus között Juhász György vendégszerepelt. Az együttes szekszárdi koncertjét betiltották.
2001 januárjában Farkas Krisztián, márciusban Halász Kriszta távozott, Farkas helyére Szűcs érkezett. Októberben a zenekar felvette az 5. lemezüket, a Velünk Vagy Ellenünk-et, mely december 8-án jelent meg.
2002-ben Mondruck Dániel kiválásával, és Farkas Krisztián beállásával kialakult a zenekar azóta változatlan formája. Március 17-én, ls augusztusban az együttes elkészítette az Eszköz, illetve az Élj a mának című klipjeit. 2003-ban a csapat a 10 éves évfordulójára kiadta a Tíz év album-ot, melyet koncertek sora kísért. 2004-ben a Titkolt Ellenállás nem adott ki új lemezt, egész évben koncerteken vettek részt, egyik számuk felkerült a Tribute To Skrewdriver . Vol. 1. nemzetközi válogatás albumra. 2005-ben a csapat külföldi válogatáslemezekre vette fel a számaikat magyar, német, vagy angol nyelven. Augusztus és szeptember között felvették új albumokat, az Így létezem-et, mely december 12-én jelent meg. 2006-ban az együttes a magyarországi helyszínek mellett fellépett Németországban, Csehországban, illetve Erdélyben is. December 9-én megjelent a Gyanús dolgok című maxi CD. Az együttes 9. sorlemeze, Még mindig ugyanaz címmel jelent meg 2008 július 28-án, a VIII. Magyar Sziget nyitónapján. 2014. július 10-én a zenekar énekese, Cseresznye György, egy vasúti baleset következtében elhunyt.

## Alapító tagok
- Kima Norbert – dob
- Mondrucz János – ének
- Köpe Szilárd – basszusgitár
- Prágai Enrico – gitár

## Jelenlegi felállás
- Cseresznye György (†2014) – ének
- Tóth Gábor – gitár
- Petri László – gitár
- Kima Norbert – dob
- Farkas Krisztián – basszusgitár

## Diszkográfia
- Mindent vissza (1994, kazetta)
- Forró a levegő (1995, kazetta)
- A „hatalom” emberei (1997, kazetta, CD)
- Feltámadás (1999, kazetta, CD)
- Velünk vagy ellenünk (2001, kazetta, CD)
- Tíz év (2003, kazetta, CD)
- 1993-2003 (2003: VHS; 2005: DVD)
- Így létezem (2005, CD)
- Gyanús dolgok (2006, maxi CD)
- Még mindig ugyanaz (2008, CD)
- A „hatalom” emberei  (2008. CD)
- A Harc folytatódik (2010. CD)
- 18 (2011. CD)

## Külső hivatkozások
- Hivatalos honlap
- riport